# Triuncina cervina
Triuncina cervina är en fjärilsart som beskrevs av Walker 1865. Triuncina cervina ingår i släktet Triuncina och familjen silkesspinnare. Inga underarter finns listade i Catalogue of Life.